# Hasstilesia tricolor
Hasstilesia tricolor är en plattmaskart. Hasstilesia tricolor ingår i släktet Hasstilesia och familjen Hasstilesiidae. Inga underarter finns listade i Catalogue of Life.